# 동해시의 시내버스
동해시의 시내버스는 강원특별자치도 동해시를 중심으로 운행하는 대중교통 수단이다. 운수업체로는 강원여객, 동해상사고속이 있다.

## 운임
동해시의 시내버스의 운임 체계는 다음과 같다. 2014년 10월 1일부터 시행되고 있으며, 시내지역 외 구간 요금이 있으니 이에 유의한다.
| 일반 | 어른 (만 19세 이상)     | 1080 | 1200 |
| 일반 | 청소년 (만 13세 ~ 18세) | 860  | 960  |
| 일반 | 어린이 (만 7세 ~ 12세)  | 600  | 540  |

### 환승 할인
2011년 1월 1일 교통카드 도입과 함께 시행된 제도로, 하차 기준으로 30분이내 동해시 소속 다른 노선의 버스를 이용할 경우 1회 무료로 환승이 가능하며, 2015.1.1부터는 강릉시 시내버스와도 환승 할인이 가능하다. 교통카드를 사용해야 하며, 하차 단말기에 교통카드를 대어야 한다. 환승 시 카드잔액이 0원이어도 환승이 가능하다.

## 동해시 차적의 버스 노선

### 시내버스
| 노선 번호  | 운행구간             | 운행구간 | 운행구간           | 경유지 | 운행 횟수 | 비고 |
| ---------- | -------------------- | -------- | ------------------ | --- | --------- | ---- |
| 101 순환   | 노봉                 | ↔        | 대동아파트         | 망상해수욕장, 망상역, 초구입구, 사문재, 발한삼거리, 묵호역, 동해고속버스터미널, 동해병원 | 1회       |      |
| 102 순환   | 노봉                 | ↔        | 대동아파트         | 초구입구 → 사문재 →/← 대진 ← 어달해수욕장 ← 묵호어판장 ←) - 발한삼거리 - 부곡삼거리 - (← 엘리시아아파트 ←) - 동해병원 - (→ 주공6차아파트→) - 동해종합버스터미널 - 동해시청 - 천곡동굴 - (→ 봉오동 → 동해역 → 송정중앙로쉼터 → 북평우체국앞 → 이도사거리 →/← 북평고등학교 ← 효가사거리 ← 양지마을 ← 주공5차아파트 | 2회       |      |
| 111 무릉   | 동해영업소           | ↔        | 무릉계곡           | 소학동, 용산빌라, 북평초교, 동해역, 경포아파트, 천곡육교, 동해고속버스터미널, 망상역, 장밭삼거리 | 18회      |      |
| 121 동해   | 동해영업소           | ↔        | 한중대학교         | 사문재, 발한삼거리, 부곡삼거리, 동해병원, 주공6차아파트, 동해종합버스터미널, 동해시청, 천곡동굴, 봉오동, 동해역, 송정중앙로쉼터, 동해항.송정산업단지, 북평우체국앞, 이도사거리, 대동아파트, 지양골 | 7회       |      |
| 131 쌍용   | 동해영업소           | ↔        | 쌍용후문           | 사문재, 발한삼거리, 부곡삼거리, 엘리시아아파트, 동해병원, 동해종합버스터미널, 동해시청, 천곡동굴, 노인종합복지관, 감추사, 동해역, 송정중앙로쉼터, 동해항.송정산업단지, 북평우체국앞 , 이도사거리, 대동아파트, 북삼농협, 쇄운동, 삼화시장                                                                         | 2회       |      |
| 132 노봉   | 노봉                 | ↔        | 쌍용후문           | 삼화시장, 용산빌라, 북평고등학교, 동해역, 경포아파트, 북평여고, 동해고속버스터미널, 묵호역, 발한삼거리 | 3회 4회   |      |
| 133 노봉   | 강원여객영업소       | ↔        | 쌍용후문           | 동해항, 동해역, 경포아파트, 북평여고, 동해고속버스터미널, 묵호역, 발한삼거리 | 1회       |      |
| 141 노봉   | 노봉                 | ↔        | 쇄운동(대동아파트) | 문재, 발한삼거리, 묵호역, 부곡삼거리, 주공6차아파트, 동해종합버스터미널, 동해시청.동해우체국, 천곡동굴, 봉오동, 동해역, 송정중앙로쉼터, 동해항.송정산업단지, 북평우체국앞, 이도현대아파트 → 배골 → 청운초등학교 → 대동부영아파트단지 → 대동부영아파트 → 나안마을 → 이도동                                        | 4.5회     |      |
| 144 노봉   | 동해영업소           | ↔        | 쇄운동(대동아파트) | 사문재 → 발한삼거리 → 부곡삼거리 → 동해병원 → 주공6차아파트 → 동해종합버스터미널 → 동해시청 → 천곡동굴 → 봉오동 → 동해역 → 송정중앙로쉼터 → 동해항.송정산업단지 → 북평우체국앞 → 이도사거리 → 나안마을 | 1회       |      |
| 144 노봉   | 동해영업소           | ↔        | 동해상업고등학교   | 북평고등학교 → 효가사거리 → 양지마을 → 주공5차아파트 → 천곡동굴(북평여자고등학교) → 동해시청 → 동해종합버스터미널 → 주공6차아파트 → 동해병원 → 부곡삼거리 → 동호육교 | 1회       |      |
| 151 노봉   | 노봉                 | ↔        | 쇄운동(쇄운경로당) | 사문재, 발한삼거리, 부곡삼거리, 엘리시아아파트, 동해병원, 동해종합버스터미널, 동해시청, 천곡동굴, 봉오동, 동해역, 송정중앙로쉼터, 동해항.송정산업단지, 평우체국앞, 이도사거리, 대동아파트, 북삼농협 | 17.5회    |      |
| 152 망상   | 동해영업소           | ↔        | 쇄운동(쇄운경로당) | 사문재, 발한삼거리, 부곡삼거리, 동해병원, 주공6차아파트, 동해버스터미널, 동해시청, 천곡동굴, 봉오동, 동해역, 송정중앙로쉼터, 동해항.송정산업단지, 북평우체국앞 - 이도사거리 - 대동아파트 - 북삼우체 | 14회      |      |
| 153 노봉   | 노봉                 | ↔        | 쇄운동(쇄운경로당) | 사문재, 발한삼거리, 부곡삼거리, 엘리시아아파트, 동해병원, 동해종합버스터미널, 동해시청, 천곡동굴, 봉오동, 동해역, 송정중앙로쉼터, 동해항.송정산업단 | 6회       |      |
| 154 노봉   | 노봉                 | ↔        | 쇄운동(쇄운경로당) | 사문재, 발한삼거리, 부곡삼거리, 동해교육도서관, 엘리시아아파트, 동해종합버스터미널, 동해시청, 천곡동굴, 봉오동, 동해역, 송정중앙로쉼터, 동해항.송정산업단지, 북평우체국앞, 이도사거리, 대동아파트, 이도사거리, 대동아파트, 북삼우체국                                                                            | 3.5회     |      |
| 155 감추사 | 옥계현내시장         | ↔        | 쇄운동(쇄운경로당) | 사문재, 발한삼거리, 부곡삼거리, 동해병원, 주공6차아파트, 동해종합버스터미널, 동해시청, 천곡동굴, 쌍용아파트, 감추사, 동해역, 송정중앙로쉼터, 동해항.송정산업단지, 북평우체국앞, 이도사거리, 대동아파트, 북삼우체국                                                                                               | 2회       |      |
| 155 감추사 | 동해영업소           | ↔        | 쇄운동(쇄운경로당) | 사문재, 발한삼거리, 부곡삼거리, 동해병원, 주공6차아파트, 동해종합버스터미널, 동해시청, 천곡동굴, 쌍용아파트, 감추사, 동해역, 송정중앙로쉼터, 동해항.송정산업단지, 북평우체국앞, 이도사거리, 대동아파트, 북삼우체국                                                                                               | 2회       |      |
| 161 추암   | 동해영업소           | ↔        | 추암동(추암해변)   | 사문재, 발한삼거리, 묵호역, 부곡파출소, 주공6차아파트, 동해종합버스터미널, 동해시청.동해우체국, 북평여자고등학교(천곡동굴), 주공5차아파트, 효가사거리, 동해항, 북평농협, 북평국가산업단지 | 3회       |      |
| 162 추암   | 묵호등대             | ↔        | 추암해변           | 묵호주공아파트, 산제골경로당, 동문산, 사문재, 발한삼거리, 묵호역, 부곡파출소, 주공6차아파트, 동해종합버스터미널, 동해시청.동해우체국, 북평여자고등학교,(천곡동굴), 주공5차아파트, 동해항, 송정초교, 동해역, 우리들연합의원, 동해항.송정산업단지, 동해농협.북평행정복지센터, 북평국가산업단지, 대구동             | 2회       |      |
| 171 신흥   | 강원여객영업소       | ↔        | 신흥               | 사문재, 발한삼거리, 묵호역, 부곡삼거리, 주공6차아파트, 동해종합버스터미널, 동해시청.동해우체국, 천곡동굴, 봉오동, 동해역, 송정중앙로쉼터, 동해항.송정산업단지, 북평우체국앞 , 이도사거리, 대동아파트, 북삼농협, 쇄운동, 삼화동주민센터, 삼흥, 달방댐                                                             | 9회       |      |
| 311 노봉   | 노봉                 | ↔        | 현내시장           | 망상역앞, 망상해수욕장, 기곡마을입구, 석두골, 도직리입구, 주수2리, 옥계면사무소 | 5회       |      |
| 312 삼화   | 쇄운동(대동아파트)   | ↔        | 현내시장           | 이도동, 북평구장터, 북평주민센터, 동해항.송정산업단지, 송정중앙로쉼터, 봉오동, 현충탑, 북평여자고등학교(천곡동굴), 농협천곡지점, 동해시청, 천일서점, 동해종합버스터미널, 주공6차아파트, 부곡파출소, 묵호역, 발한삼거리, 사문재, 초구입구, 노봉, 망상해수욕장, 석두골, 도직리, 주수2리                            | 4회       |      |
| 313 현내   | 쌍용자원개발         | ↔        | 등대               | 삼화시장, 이도동, 북평초교, 동해역, 경포아파트, 북평여자고등학교, 동해고속버스터미널, 묵호역, 발한삼거리 | 2회 1회   |      |
| 501(마중)  | 부곡동(승지동)       | ↔        | 만우               | 동해향교 → 묵호고등학교 → 부곡삼거리 → 묵호역 → 발한삼거리 → 사문재 → 노봉 → 망상해수욕장 → 석두골 → 매밑 → 심곡약천마을 → 장밭삼거리 → 괴란 → 장밭삼거리 → 만우 → 장밭삼거리 → 동해운전전문학원 → 사문재 → 발한삼거리 → 부곡삼거리 → 발한삼거리 → 사문재 → 동해운전전문학원 → 장밭삼거                          | 5회       |      |
| 501(마중)  | 부곡동(승지동)       | ↔        |                    | 장밭삼거리, 괴란, 장밭삼거리, 동해운전전문학원, 심곡약천마을, 매밑, 석두골, 망상해변, 노봉, 초구입구, 사문재, 발한삼거리, 묵호역, 부곡파출소, 묵호고등학교, 동해향교 | 4회       |      |
| 502 마중   | 북평동(북평우체국앞) | ↔        | 지가동종점         | 북평구장터, 이원새마을금고 → 섬안마을 → 귀운마을 → 지가동마을 → 지가동종점 → 지가동마을 → 동성교회 → 배골 → 이후 역순으로 운행. | 6.5회     |      |

### 삼척 방면
동해상사고속과 공동 배차하여 운행중이다. 그러나 강원여객 차량과 동해상사고속 차량 사이에 환승은 적용되지 않는다.
기기의 지역과 연계가 되지 않고 있기 때문이다.
| 노선 | 운행구간   | 운행구간 | 운행구간 | 경유지 | 운행 횟수 | 비고 |
| ---- | ---------- | -------- | -------- | --- | --------- | ---- |
| 21-1 | 삼척터미널 | ↔        | 사문재   | 중앙시장, 강원대학교 삼척캠퍼스, 대구동, 북평, 동해역, 효가사거리, 양지마을, 현대아파트, 동해시청, 동해시외터미널, 발한                         | 28회      |      |
| 21-2 | 삼척터미널 | ↔        | 사문재   | 중앙시장, 강원대학교 삼척캠퍼스, 대구동, 북평, 이도동, 효가사거리, 양지마을, 현대아파트, 동해시청, 동해시외터미널, 묵호역                       | 4회       |      |
| 21-3 | 삼척터미널 | ↔        | 사문재   | 중앙시장, 강원대학교 삼척캠퍼스, 대구동, 북평, 동해항, 효가사거리, 양지마을, 현대아파트, 동해시청, 동해시외터미널, 엘리시아아파트, 부곡동, 발한 | 16회      |      |